# Susanne Kreher
Susanne Kreher (Meschede, 20 december 1998) is een Duits skeletonster. In 2023 werd ze voor het eerst wereldkampioene individueel en ook in de gemengde competitie.

## Carrière

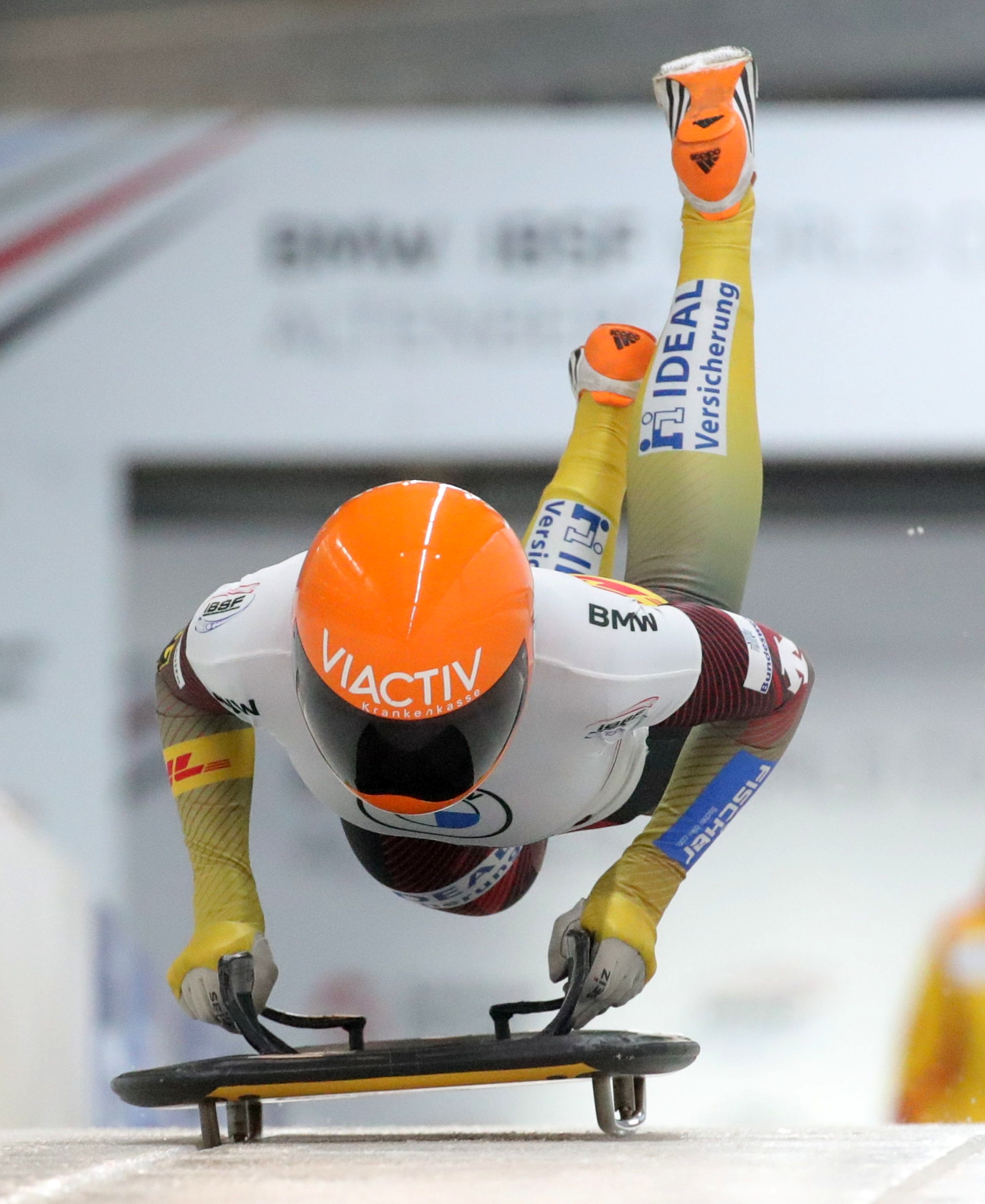
Kreher in actie tijdens de wereldbeker in Altenburg 2023.

Kreher nam op 10 november 2016 voor het eerst deel aan een internationale wedstrijd in de Europe Cup in Innsbruck waar ze zesde werd. Een dag later werd ze op die zelfde baan veertiende. In januari werd ze nog tweemaal vijfde in de Europe Cup in het Duitse Altenberg en sloot ze het seizoen af als zestiende, haar landgenote Tamara Seer won dat jaar. In het seizoen 2017/18 nam ze opnieuw deel in de Europe Cup, ze opende het seizoen met een zevende en vierde plaats in het Duitse Winterberg. Op 12 januari 2018 won ze haar eerste wedstrijd in de Europe Cup in Altenberg maar eindigde het seizoen als dertiende in de algemene stand. Op 25 januari behaalde ze een bronzen medaille op het wereldkampioenschap voor junioren achter haar landgenote Anna Fernstädt en de Russin Joelia Kanakina.
Het seizoen 2018/19 begon Kreher met een zesde en vierde plaats in de Intercontinental Cup in Winterberg. In de derde wedstrijd van het seizoen in het Amerikaanse Park City won ze haar eerste wedstrijd in de Intercontinental Cup en de volgende dag werd ze tweede achter Kelly Curtis. Op 25 januari 2019 behaalde ze haar tweede overwinning van het seizoen in het Amerikaanse Lake Placid na een dag eerder op dezelfde baan vijfde te zijn geworden. Ze sloot het seizoen als vierde in de algemene stand, haar landgenote Anna Fernstädt won de Intercontinental Cup maar kwam uit Tsjechië. Op het wereldkampioenschap voor junioren werd ze zesde, Fernstädt werd voor een tweede keer wereldkampioene.
Het seizoen 2019/20 begon ze sterk in de Intercontinental Cup, ze won de eerste twee wedstrijden in het Russische Sotsji en ook de daarop volgende wedstrijd in Winterberg. In de vierde wedstrijd van het seizoen eindigde ze op de tweede plaats achter haar landgenote Hannah Neise. Op 17 januari 2020 maakte Kreher haar debuut in de wereldbeker na ziekte van Sophia Griebel, ze wist meteen een zesde plaats te halen. Zes dagen later in Lake Placid moest ze tevreden zijn met twee vierde plaatsen in de Intercontinental Cup. Ze besloot de laatste twee wedstrijden niet deel te nemen waardoor ze tweede werd in het algemene klassement achter de Amerikaanse Kelly Curtis. Op het wereldkampioenschap voor junioren op 9 februari won ze een zilveren medaille achter Fernstädt en Hannah Neise vervolledigde het podium. Ze liep hierbij een blessure op waardoor ze zich niet kon kwalificeren voor het wereldkampioenschap.
Ze keerde pas terug op 16 januari 2021 in Altenberg waar ze een vierde plaats behaalde in de Intercontinental Cup. Op het wereldkampioenschap voor junioren dat jaar behaalde ze opnieuw een zilveren medaille ditmaal achter landgenote Hannah Neise, de Britse Ashleigh Fay Pittaway werd derde. Op 29 januari nam ze deel aan een wedstrijd in de wereldbeker waar ze als elfde eindigde. Ze won in Königssee de tweede wedstrijd van de Intercontinental Cup en een dag later werd ze er derde achter Sarah Wimmer en Corinna Leipold. In de laatste twee wedstrijden van het seizoen in de IC in Innsbruck werd ze twee keer tweede, twee keer achter de Nederlandse Kimberley Bos. Ze won door al deze ereplaatsen wel het algemene klassement in de Intercontinental Cup voor Corinna Leipold en Aljona Frolova.
Het seizoen 2021/22 begon Kreher met een vierde en zevende plaats in de Intercontinental Cup in het Canadese Whistler. De daarop volgende twee wedstrijden in Park City won ze allebei. Op 3 december 2021 werd ze tweede in de IC wedstrijd in Innsbruck achter de Chinese Zhao Dan. In de zesde wedstrijd in de Intercontinental Cup in Sigulda won ze haar derde wedstrijd van het seizoen. Ze sloot het seizoen af met twee overwinningen op haar thuisbaan in Altenberg. Ze won voor het tweede jaar op rij het algemene klassement in de Intercontinental Cup, de Canadese Hallie Clarke en Duitse Sophia Griebel werden tweede en derde. Op 21 januari 2022 won ze haar eerste wereldtitel bij de juniores, ze was in Innsbruck sneller dan de Britse Tabitha Stoecker en Russische Anastasia Tsyganova.
In het seizoen 2022/23 nam ze voor het eerst een volledig seizoen deel aan de wereldbeker. In de eerste wedstrijd van het seizoen in het Canadese Whistler behaalde ze een tiende plaats. Een week later in Park City wist ze net geen podium te halen na een vierde plaats. Op 16 december behaalde ze haar eerste podiumplaats in de wereldbeker met een tweede plaats in Lake Placid achter landgenote Tina Hermann. Op zes januari 2023 werd ze zesde in de wereldbekerwedstrijd in Winterberg. Een week later behaalde ze voor een tweede keer een tweede plaats ditmaal op haar thuisbaan in Altenberg achter opnieuw Hermann. Op 20 januari in de wereldbekerwedstrijd in Altenberg vond ook het EK plaats, Kreher werd derde na Hermann en de Oostenrijkse Janine Flock. Op 26 januari 2023 nam ze voor het eerst deel aan het wereldkampioenschap bij de elite in St. Moritz, ze wist ondanks de sterke tegenstand meteen wereldkampioene te worden. Ze won met een honderdste voorsprong op de Nederlandse Kimberley Bos, de Canadese Mirela Rahneva werd derde. Drie dagen later won ze aan de zijde van Christopher Grotheer ook de gemengde competitie voor twee Britse duos. Op 10 februari in Innsbruck werd ze zevende en een week later in Sigulda werd ze nog vijfde. Ze sloot het seizoen af op een vierde plaats in het eindklassement.

## Resultaten

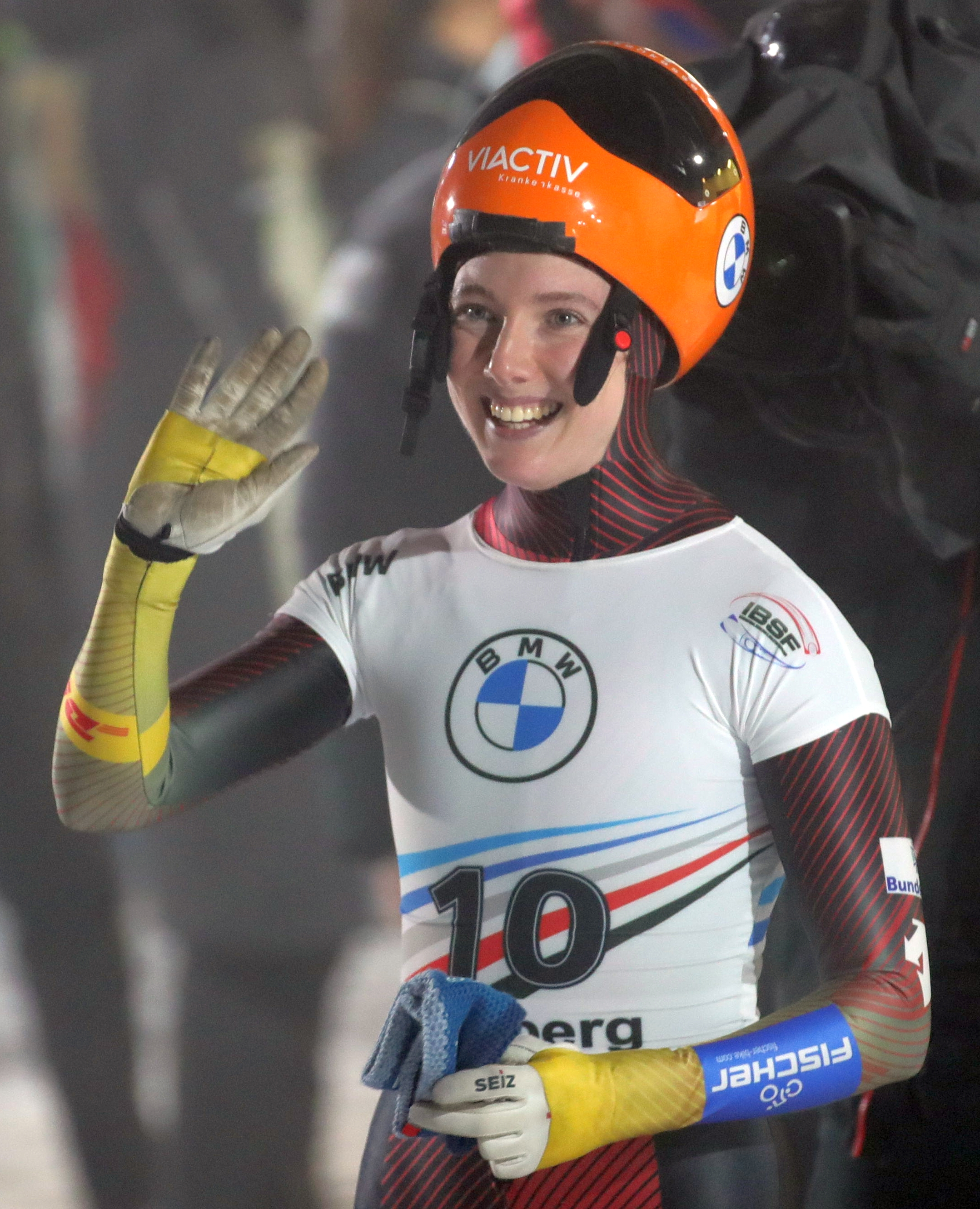
Kreher tijdens de wereldbekerwedstrijd in Altenberg.

### Wereldkampioenschappen
| Jaar | Plaats       | Resultaat             |
| ---- | ------------ | --------------------- |
| 2023 | Sankt Moritz | Individueel · Gemengd |

### Wereldbeker
Eindklasseringen
| Seizoen   | Rang |
| --------- | ---- |
| 2019/2020 | 28e  |
| 2020/2021 | 31e  |
| 2021/2022 | -    |
| 2022/2023 | 4e   |